# Burtinle
Burtinle este un oraș din Somalia. Are aproximativ 9000 de locuitori.